# Centre hospitalier intercommunal de Poissy-Saint-Germain-en-Laye
Centre hospitalier intercommunal de Poissy-Saint-Germain-en-Laye je veřejná fakultní nemocnice v Poissy a Saint-Germain-en-Laye ve francouzském regionu Île-de-France. Má přes 3400 zaměstnanců a roční rozpočet okolo 270 milionů eur.
Je součástí Assistance publique – Hôpitaux de Paris a výukové nemocnice Univerzity Versailles Saint Quentin en Yvelines.
Byla založena v roce 1997.
Nemocnice v Saint-Germain-en-Laye navazuje na klášterní chudobinec založený v roce 1228. Ve stávající budově sídlí od roku 1881 a od roku 1956 je veřejnou nemocnicí. Nemocniční kaple podle projektu Alfreda-Nicolase Normanda je památkově chráněná.
V Poissy založil špitál Ludvík IX. Francouzský. Moderní nemocnice byla otevřena v roce 1856. Plánovala se výstavba nové šestipodlažní budovy, která měla být otevřena v dubnu 2020.